# STAR原则
STAR原则，全称情境、任务、行动、结果原则（英語：Situation, Task, Action, Result），是一种行为面试方式。

## 方法
STAR面試採用行為問題開場，要求面試者提供具體經歷。面試官要求詳細描述當時情況，包括相關人員與背景。接著了解面試者在該情境下的任務、職責、採取哪些行動，最後評估行動成果。
典型問題包括：
- 情境：「舉例你參與過哪些結果正面的專案。」
- 任務：「描述你在此專案中的職責。」
- 行動：「說明你採取哪些具體方法完成任務。」
- 結果：「這些行動有什麼成果？」[3]

面試官採用STAR原則，能了解面試者的行為模式，無需直接觀察其工作表現。透過情境、任務、行動、結果的架構收集具體案例，藉此掌握面試者的工作方式、現有能力、需要加強的領域。
專家陶德·倫巴底（英語：Todd Lombardi）建議，STAR面試應先說明問題目的。他在行為面試時，會詢問面試者參與的專案、角色變化、如何處理期限壓力或突發狀況、面對挫折的應對方式。他認為每個人都有相關經歷，事先說明問題方向很公平，還能避免面試者困惑、回答不完整。

## 反向應用
面試者亦會使用STAR原則，準備面試回應，提升錄取機率。專家建議，面試者應將STAR回答控制在90-120秒內，時間分配為：情境（S）20秒、任務（T）15秒、行動（A）50秒、結果（R）20秒。
除了用STAR架構回答行為問題，面試者也能運用此方法於應徵的其他環節：
- 履歷撰寫：使用STAR呈現具體貢獻、量化成果。
- 自我介紹：避免流水帳式敘述，提升表達效果。
- 主動提問：面試尾聲的提問環節，能運用STAR思維設計問題。[8]